# 保田站 (福井縣)
保田站（日语：／ Hota eki */?）是位於福井縣勝山市鹿谷町保田，越前鐵道的勝山永平寺線車站。車站編號為E20。

## 車站構造
車站是一座地面車站，設有1面1線的單式月台。月台位於路軌北邊。站內設有候車室和廁所。站外設有單車停泊場和停車場（15個車位）。

## 歷史
- 1916年8月21日：車站啟用。
- 2001年6月25日：由於半年內兩度發生嚴重事故（日语：京福電気鉄道越前本線列車衝突事故），被國土交通省中部運輸局（日语：中部運輸局）引用鐵道事業法（日语：鉄道事業法）勒令全線暫停服務[1][2]。
- 2003年：

- 2月1日：車站設施轉讓至越前鐵道。
- 10月19日：越前鐵道重開永平寺口～勝山路段，本車站亦重開。

- 2021年3月2日：車站周邊發生大規模山泥傾瀉[4]。勝山～山王之間暫停服務[5]。最初預計在4月下旬重開[6]，最後在同年4月6日重開[4][7][8]。
- 2024年10月11日：越前鐵道及福井鐵道均可使用ICOCA及全國通用IC卡付款[9][10]。

## 使用狀況
根據「勝山市統計書」，以下1日平均乘車人次列表：
| 乘車人次變化 | 乘車人次變化 |
| 年度         | 1日平均人次  |
| ------------ | ------------ |
| 2003年       | 3            |
| 2004年       | 3            |
| 2005年       | 5            |
| 2006年       | 6            |
| 2007年       | 7            |
| 2008年       | 10           |
| 2009年       | 10           |
| 2010年       | 8            |
| 2011年       | 7            |
| 2012年       | 9            |
| 2013年       | 8            |
| 2014年       | 10           |
| 2015年       | 8            |
| 2016年       | 9            |
| 2017年       | 7            |
| 2018年       | 8            |
| 2019年       | 7            |
| 2020年       | 4            |
| 2021年       | 3            |
| 2022年       | 4            |

## 車站周邊
車站鄰近西刺杜父魚之棲息地九頭龍川和山邊。車站附近較少建築物。

## 相鄰車站
越前鐵道
■勝山永平寺線
□快速（只有上行班次）
通過
■普通
小舟渡（E19）－保田（E20）－發坂（E21）

## 外部連結
- 越前鐵道保田站 （页面存档备份，存于）（日語）